# Octocanna
Octocanna är ett släkte av nässeldjur. Octocanna ingår i familjen Malagazziidae.
Kladogram enligt Catalogue of Life:
| Octocanna | \| \| Octocanna octonema \| \| \| \| \| \| Octocanna polynema \| \| \| \| |
|           | \| \| Octocanna octonema \| \| \| \| \| \| Octocanna polynema \| \| \| \| |
|           | Malagazzia                                                                |
|           |                                                                           |
|           | Octophialucium                                                            |
|           |                                                                           |
|           | Tetracanna                                                                |
|           |                                                                           |
|           | Octocanna octonema                                                        |
|           |                                                                           |
|           | Octocanna polynema                                                        |
|           |                                                                           |

|  | Octocanna octonema |
|  |                    |
|  | Octocanna polynema |
|  |                    |